# Landgericht Marburg

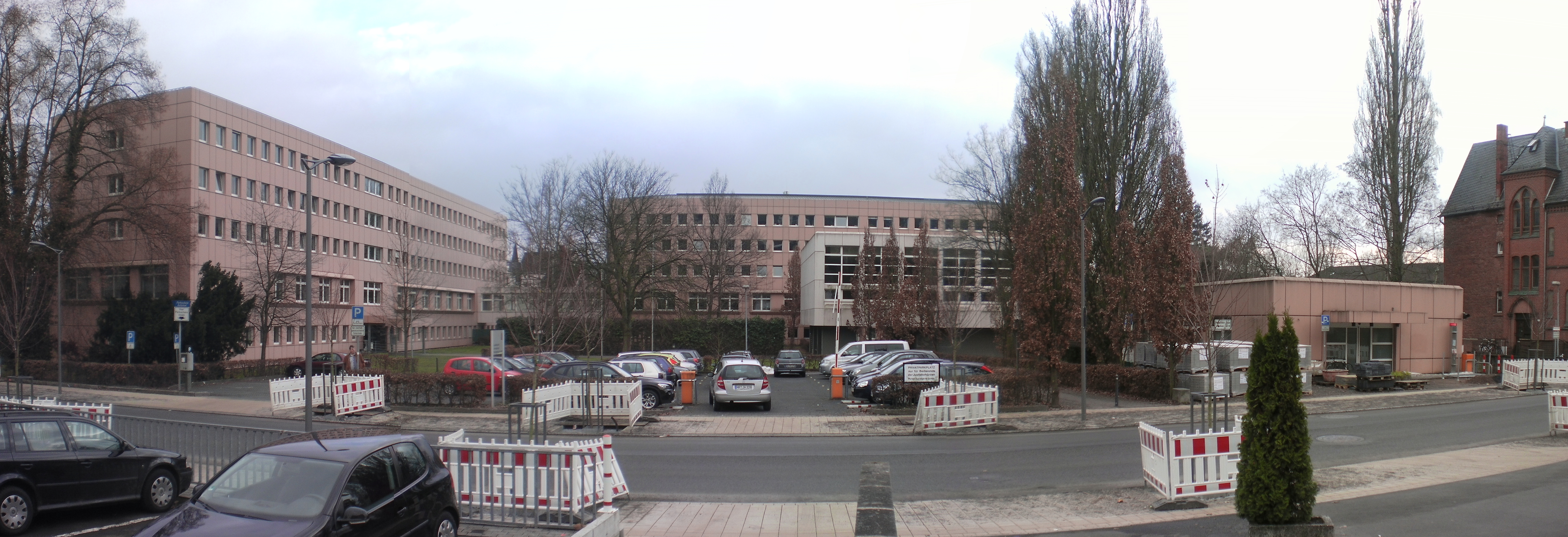
Staatsanwaltschaft und Landes- und Amtsgericht (2011)

Das Landgericht Marburg ist ein Gericht der ordentlichen Gerichtsbarkeit und eines von neun Landgerichten in Hessen. Es hat seinen Sitz im mittelhessischen Marburg.

## Instanzenzug

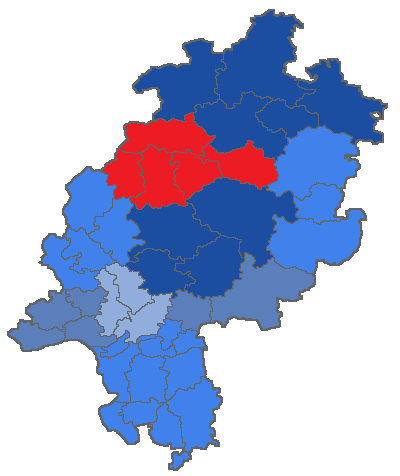
Lage des Landgerichtsbezirks Marburg in Hessen

Zum Gerichtsbezirk gehören die Amtsgerichte Biedenkopf, Frankenberg (Eder), Kirchhain, Marburg und Schwalmstadt.
Dem Landgericht Marburg ist das Oberlandesgericht Frankfurt am Main übergeordnet.

## Gebäude
Ab 1879 befand sich das Landgericht in der ehemaligen Landgräflichen Kanzlei. Dort befanden sich als seine Vorgänger ab 1821 das kurfürstliche Obergericht für die Provinz Oberhessen, von 1851 bis 1863 das Kriminalgericht Marburg, 1864 bis 1867 das neu konstituierte Obergericht Marburg und von 1867 bis 1879 das preußische Kreisgericht Marburg. 
Seit 1961 teilt sich das Landgericht mit dem Amtsgericht und der Staatsanwaltschaft die Gebäude in der Universitätsstraße. Der Grundstein dafür wurde am 9. Mai 1958 gelegt. In einem Gebäude in der Schulstraße befindet sich seit 1995 eine Mikrofilmstelle; dort wird das Aktenmaterial aus zehn ordentlichen Gerichten sowie des Verwaltungsgerichts Frankfurt mikroverfilmt.

## Richter
- Eduard Bork Landgerichtsrat ab 1879